# Mar Saura
María del Mar Gómez Saura, conocida como Mar Saura (Barcelona, España, 16 de octubre de 1975), es una actriz, modelo y presentadora de televisión española, que ha participado en varias series de televisión, tales como Angel o demonio y El Ministerio del Tiempo.

## Biografía
Fue Miss Barcelona 1992, clasificando en Miss España 1993 como 1ª dama de honor de la ganadora Eugenia Santana.
Comienza su carrera profesional como modelo publicitaria a mediados de la década de los noventa rodando numerosos anuncios para televisión. Su posterior evolución le lleva a desfilar en las pasarelas Gaudí y Cibeles de la mano de Francina International Modeling Agency, y a residir en Nueva York, Milán y Japón.
Tras dar por finalizada su etapa como modelo, inicia su actividad como presentadora de televisión y, actualmente, actriz. En esta última faceta, participó en el reparto de la serie de televisión Una de dos (1998-1999), interpretada por Lina Morgan para Televisión española, además de intervenir en algunos episodios de otras series españolas de televisión. En cine rodó la película infantil El rey de la granja (2002).
Frente a sus puntuales incursiones en el mundo de la interpretación, su trayectoria como presentadora ha sido más abultada, desde que se pusiera al frente del espacio Mírame (2000-2001), de Antena 3, sustituyendo a Silvia Jato.
Con posterioridad ha presentado varios programas de variedades como La noche de los errores (2002), con Josema Yuste; Verano Noche (2002), con Bertín Osborne; El show de los récords (2001), con Manu Carreño, una colaboración en A plena luz (2002), con Pedro Piqueras, los concursos Doble y más (2003) y Llama y gana (2003) -todos ellos en Antena 3 - y Noche Sensacional (2007) en Canal Nou, además de numerosas galas en TVE, entre ellas los especiales de Nochevieja correspondientes a 2003, 2004 y 2005, todos ellos dirigidos por José Luis Moreno.
A través de José Luis Moreno y de la mano de Telecinco, Mar Saura recupera su faceta de actriz desde finales de 2008 interpretando a la nueva novia de Miguel, una abogada llamada Ainhoa, siendo así la pareja joven de Escenas de matrimonio.
En México, participa en el 2010 en las series Capadocia y Mujeres asesinas, logrando ser considerada una de las latinas del momento (en febrero de 2010) junto al cubano William Levy, motivo por el cual posaron para la revista Glamour en un enclave de excepción, el Icon Vallarta vestidos de Dolce & Gabbana.
En 2011, de nuevo en Telecinco, interviene en la serie Ángel o demonio como Alexia. Actualmente tiene un blog  en la revista en línea Mujerhoy.com en la que comparte sus looks.
Ha sido elegida como una de las mujeres más elegantes  Archivado el 4 de abril de 2012 en Wayback Machine. en la Red Carpet.
En abril de 2013, comenzó a grabar en Cuatro junto a Rubén Poveda el programa Inteligencia artificial.
En 2013 participa en un capítulo de la tercera temporada de Los misterios de Laura en TVE. Ya en 2014 interpretó a la madrastra en el capítulo "Blancanieves" de la serie Cuéntame un cuento en Antena 3. En 2015 interpretó a Olga, novia de Fermín, en La que se avecina en Telecinco. En 2015 tuvo una breve participación en El Ministerio del Tiempo, convirtiéndose en personaje regular en la segunda temporada, emitida en 2016, donde interpreta a Susana Torres, nueva Subsecretaria de la institución.

### Vida personal
El 15 de abril de 2005 se casó en Madrid con Javier Revuelta, presidente de la Real Federación Hípica Española, y tienen una hija, Claudia, nacida el 23 de julio de 2005.
Mar dio a luz a su segundo hijo, Javier, el 1 de octubre de 2013, 15 días antes de su cumpleaños.

## Filmografía

### Cine
| Año  | Película                           | Personaje                 |
| ---- | ---------------------------------- | ------------------------- |
| 2002 | El rey de la granja                | Mamen                     |
| 2010 | Hidalgo: La historia jamás contada | Marquesa de Villavicencio |
| 2011 | Operación Malaya                   | Arantxa                   |
| 2014 | Cobayas: Human Test                | Sara                      |
| 2015 | La puerta abierta                  | Isabel                    |
| 2015 | 100 años después. Antonio Machado  | Guiomar                   |
| 2016 | The Beginning                      | Marta                     |
| 2018 | El mundo es suyo                   | Lorena                    |
| 2024 | Padre no hay más que uno 4         | Fabiola                   |

### Televisión

#### Series
| Año       | Serie                    | Personaje        | Notas        |
| --------- | ------------------------ | ---------------- | ------------ |
| 1996      | Médico de familia        | Pepa             | 1 episodio   |
| 1997      | La casa de los líos      | Dama del Amor    | 1 episodio   |
| 2003      | Un paso adelante         | Mar              | 1 episodio   |
| 2004      | Casi perfectos           |                  | 1 episodio   |
| 2008      | Planta 25                | Mireia           | 7 episodios  |
| 2008      | Lalola                   | Miriam           | 4 episodios  |
| 2008-2009 | Escenas de matrimonio    | Ainhoa Vidiella  | 11 episodios |
| 2010      | Capadocia                | Julieta Pusch    | 2 episodios  |
| 2011      | Ángel o demonio          | Alexia           | 22 episodios |
| 2014      | Los misterios de Laura   | Amanda del Valle | 1 episodio   |
| 2014      | Cuéntame un cuento       | Eva (madrastra)  | 1 episodio   |
| 2015      | La que se avecina        | Olga Vergel      | 1 episodio   |
| 2015-2016 | El Ministerio del Tiempo | Susana Torres    | 8 episodios  |
| 2022      | Machos alfa              | Verónica         | 1 episodio   |

#### Programas
| Año  | Serie             | Personaje    | Notas        |
| ---- | ----------------- | ------------ | ------------ |
| 2017 | Reyes y estrellas | Presentadora | 1 programa   |
| 2023 | La plaza de La 1  | Colaboradora | ¿? programas |

## Premios
- Premio Punto Radio La Rioja a la Mejor actriz de serie de ficción 2011 por Ángel o demonio.[9]